# Voskovka veselá
Voskovka veselá (Gliophorus laetus), jinak také šťavnatka veselá, je vzácný druh houby z čeledi šťavnatkovité (Hygrophoraceae). V Červeném seznamu hub České republiky je druh uveden jako kriticky ohrožený.

## Znaky
Klobouk je 1–5 cm široký, u mladých plodnic ploše klenutý tvarem postupně přechází na ploše rozložený, přičemž se středová část vmačkává dovnitř. Pokožka je hladká, slizká, barvu má oranžovou, hněedooranžovou až bleděhnědou. Okraje jsou světlejší, průsvitně rýhované.
Lupeny jsou voskovité, po okraji pravidelně proložené menšími lupénky, barvou bílé, našedlé či s fialovým nádechem, ostří je průhledné a slizovité, u třeně jsou sbíhavé, na klobouku jsou poměrně řídce uspořádané. Výtrusný prach je bílý.
Třeň je 1,5–6 cm dlouhý, válcovitý, dutý, hladký, slizký, barvy stejné co klobouk či světlejší, těsně pod lupeny nabývá tmavšího, nafialovělého odstínu.
Dužnina je bleděoranžová, pružná, tuhá, chuťově mírná, vůní připomíná spálenou gumu, mýdlo či rybinu.

## Užití
Nejedlá houba.

## Ekologie
V podzimních měsících roste tato voskovka velmi vzácně spíše ve vyšších polohách na neobhospodařovaných, kyselých, travnatých stanovištích (louky, pastviny, okraje lesa, parky, někdy i hřbitovy).

## Rozšíření
Výskyt druhu byl popsán v oblastech Evropy, Ruska a Severní Ameriky.

## Galerie

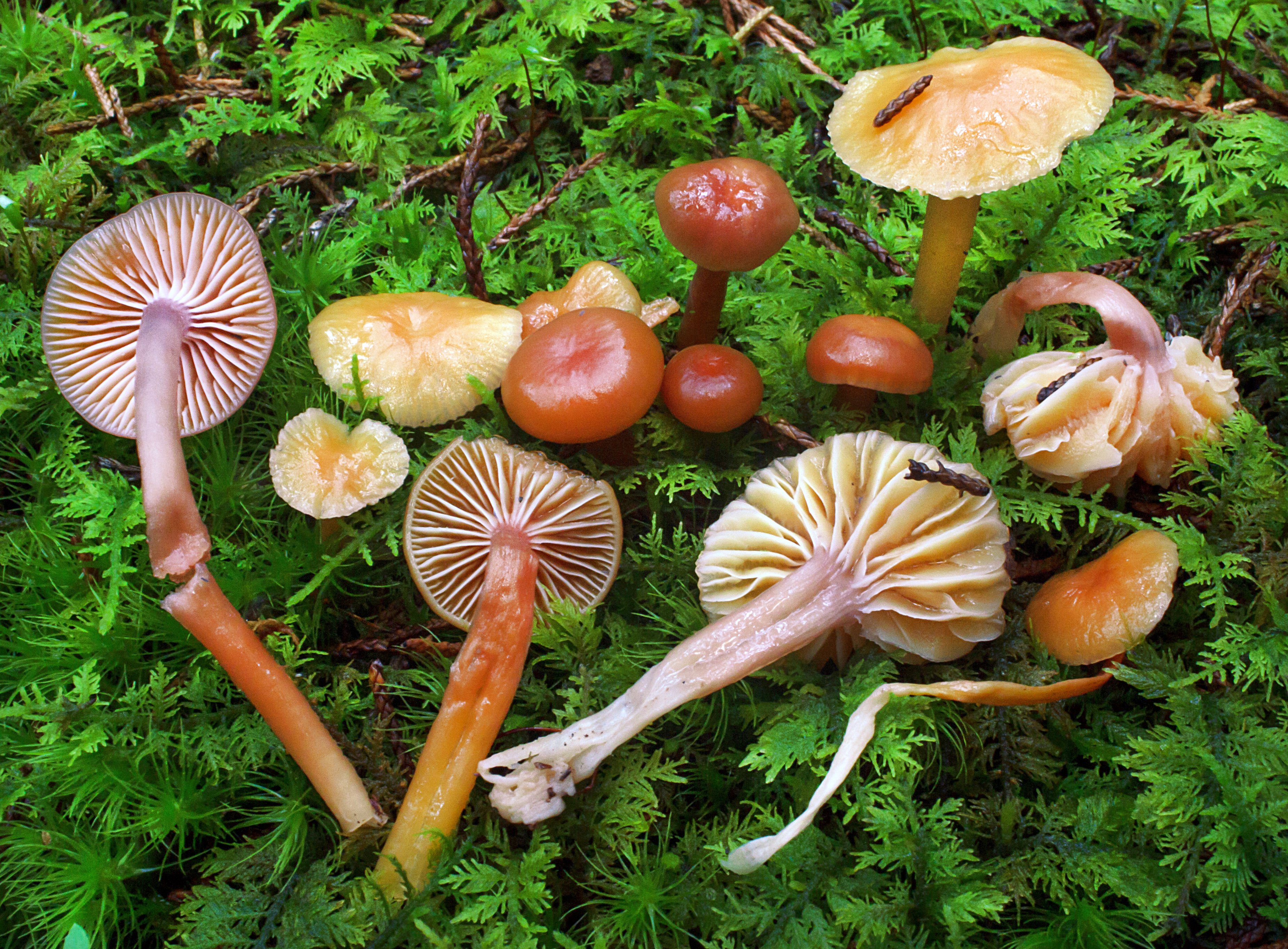
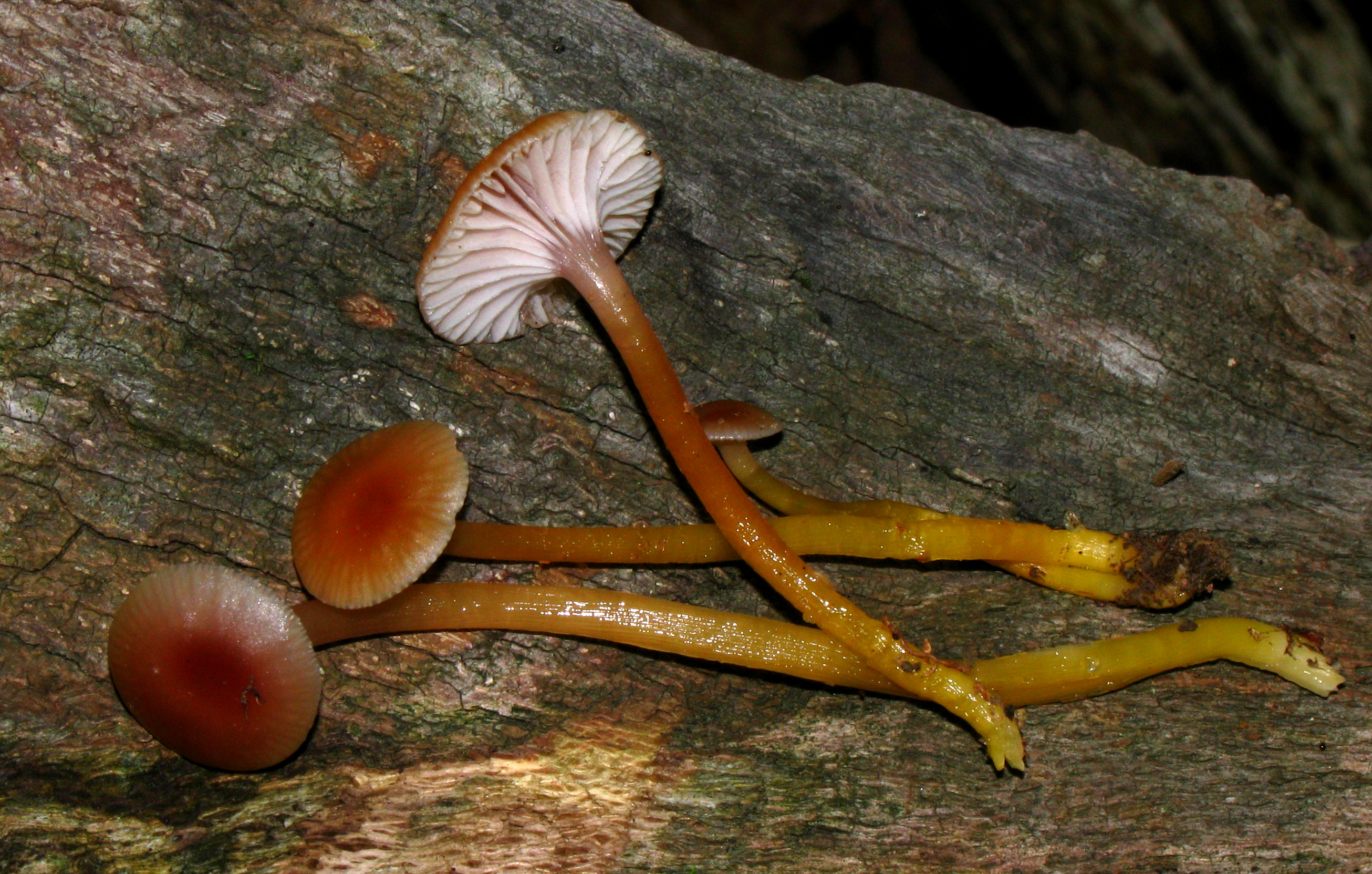
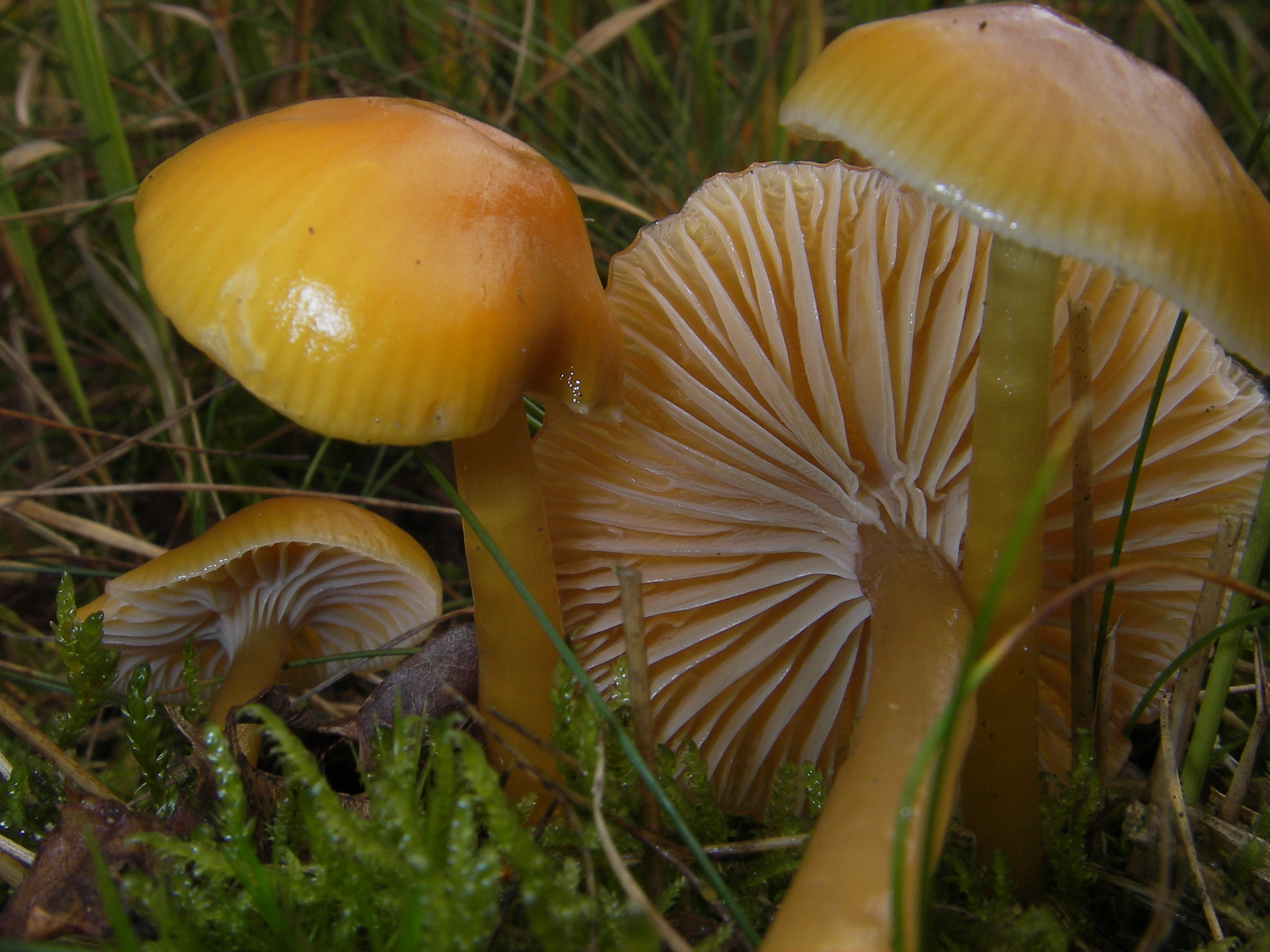
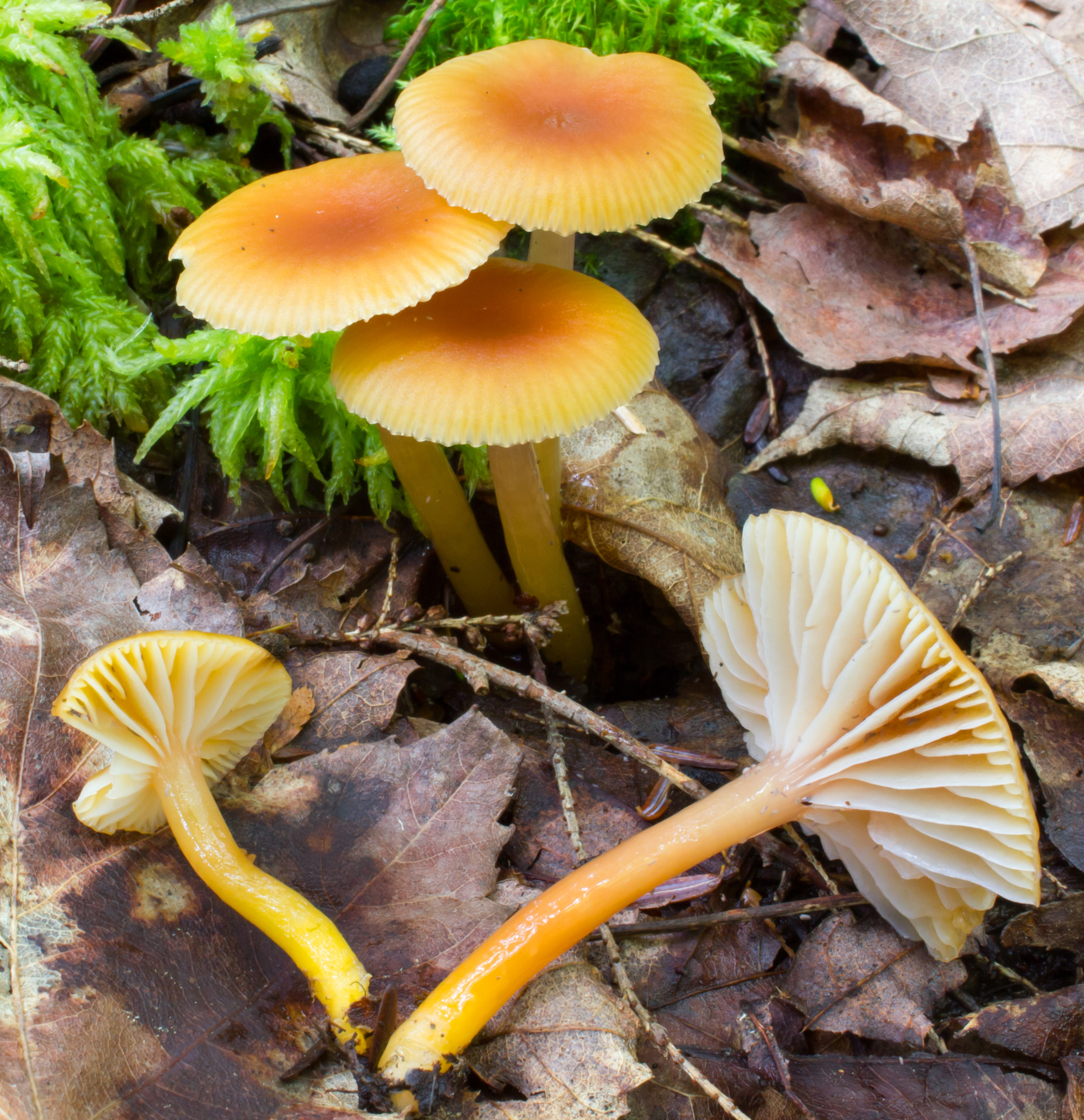

## Možnost záměny
- Voskovka papouščí (Gliophorus psittacinus)
- Voskovka luční (Cuphophyllus pratensis)